# Antoni Stychel
Antoni Stychel (ur. 13 czerwca 1859 w Krasnym Dłusku, zm. 13 stycznia 1935 w Poznaniu) – polski ksiądz i polityk, prezes Związku Katolickich Towarzystw Robotników Polskich, poseł na Sejm Ustawodawczy oraz senator I kadencji w II RP, członek Naczelnej Rady Ludowej w 1918 roku.

## Życiorys
Był synem urzędnika sądowego. W czasie nauki w gimnazjum Marii Magdaleny w Poznaniu należał do Towarzystwa Tomasza Zana. Po maturze w 1880 roku rozpoczął studia politechniczne w Berlinie, ale wkrótce przeniósł się do Würzburga na teologię. W czasie studiów był prezesem Naukowego Towarzystwa Akademików Polaków i działał w środowisku polskiej emigracji robotniczej. Święcenia kapłańskie przyjął w 1889 roku.
Pełnił szereg funkcji w archidiecezji poznańskiej. Był m.in. kanclerzem kurii i prepozytem kolegiaty św. Marii Magdaleny (1896). W 1925 roku otrzymał honorowy tytuł papieskiego prałata domowego.
Był jednym z pionierów katolickiego ruchu społecznego w Polsce. W 1893 roku założył Katolickie Towarzystwo Robotników Polskich, wokół którego w ciągu kilku lat skupił jeszcze kilka mniejszych organizacji i po zjednoczeniu przez wiele lat był prezesem (od 1900 do końca życia). Był aktywny również w Katolickim Towarzystwie Rzemieślników Polskich. W latach 1898–1914 zasiadał w sejmie pruskim, a 1904–1918 w parlamencie Rzeszy Niemieckiej. Członek Koła Polskiego w Landtagu. W 1908 roku wysuwano jego kandydaturę na prezesa Koła Polskiego w parlamencie (z ramienia narodowej demokracji). Zasłynął w parlamencie Rzeszy jako dobry mówca, zdecydowanie występujący w obronie polskości, m.in. w sprawie dzieci wrzesińskich. Podczas I wojny światowej wchodził w skład tajnego Komitetu Międzypartyjnego; w 1918 roku prowadził w Szwajcarii rozmowy z paryskim Komitetem Narodowym Polskim.
Był członkiem Ligi Narodowej, a także Komitetu Obrony Górnego Śląska w Poznaniu (1919) i Związku Obrony Kresów Zachodnich. Poseł na Sejm Ustawodawczy i jego wicemarszałek, członek komisji konstytucyjnej i oświatowej. W latach 1923–1927 wicemarszałek Senatu. Jeden z członków założycieli Towarzystwa Miłośników Miasta Poznania. W 1928 wycofał się z czynnego życia politycznego po zakazie kandydowania duchownych do Sejmu i Senatu, wydanym przez prymasa Hlonda, ale do końca życia pozostał członkiem Stronnictwa Narodowego.